# Coturnix pectoralis
Coturnix pectoralis là một loài chim trong họ Phasianidae.

## Hình ảnh

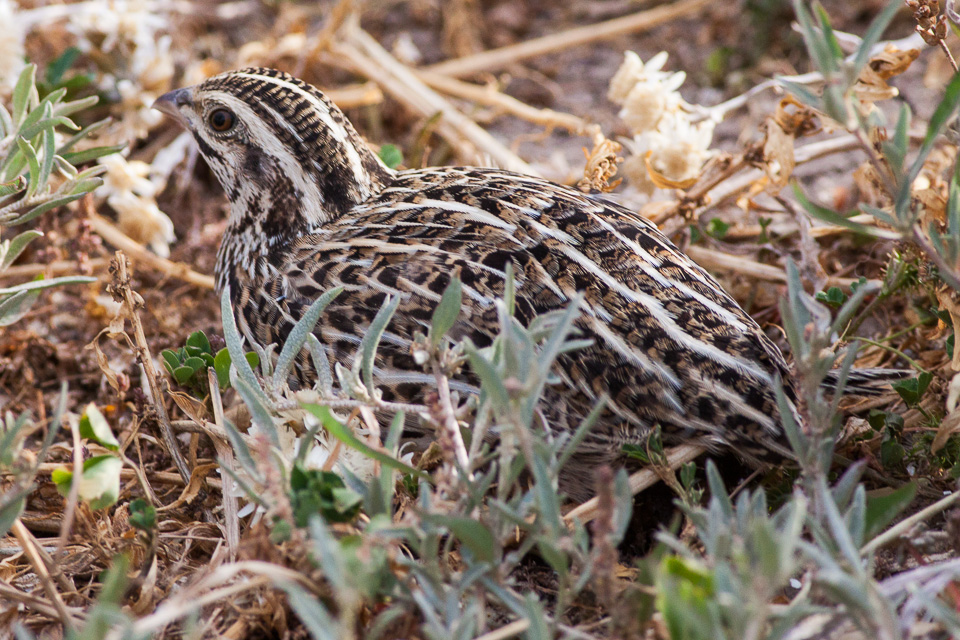
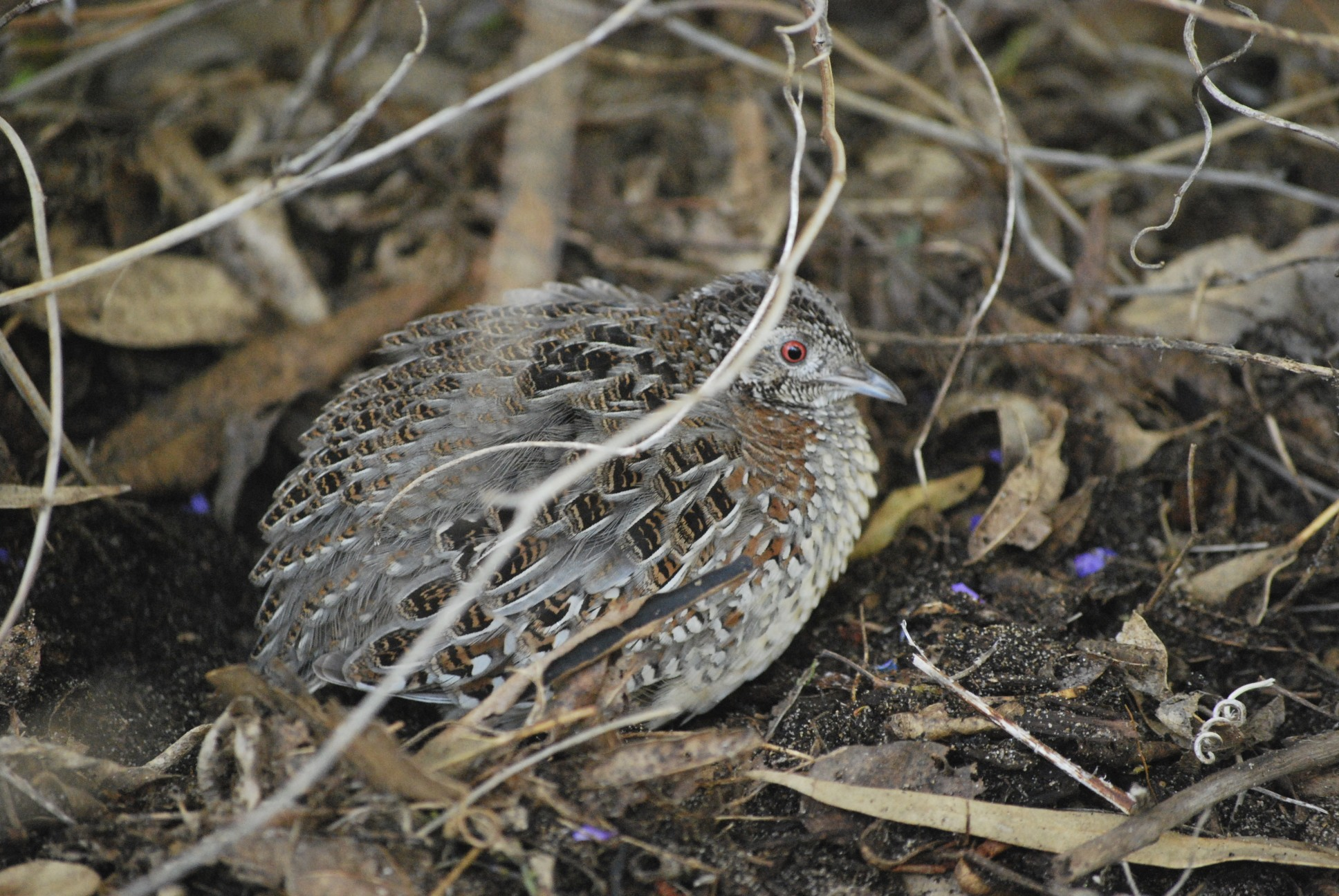
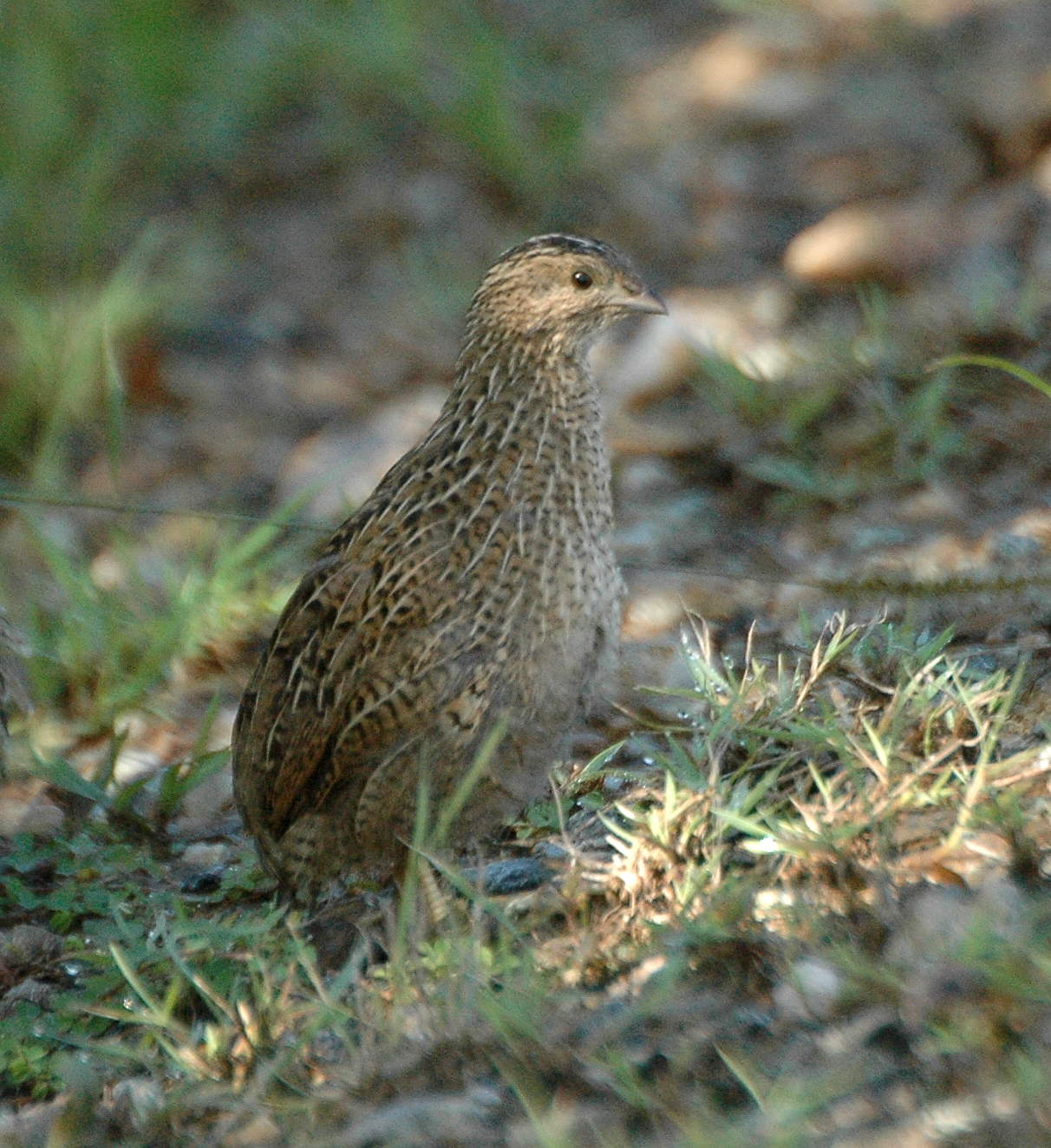